# Wilhelminenthal (Jarmen)

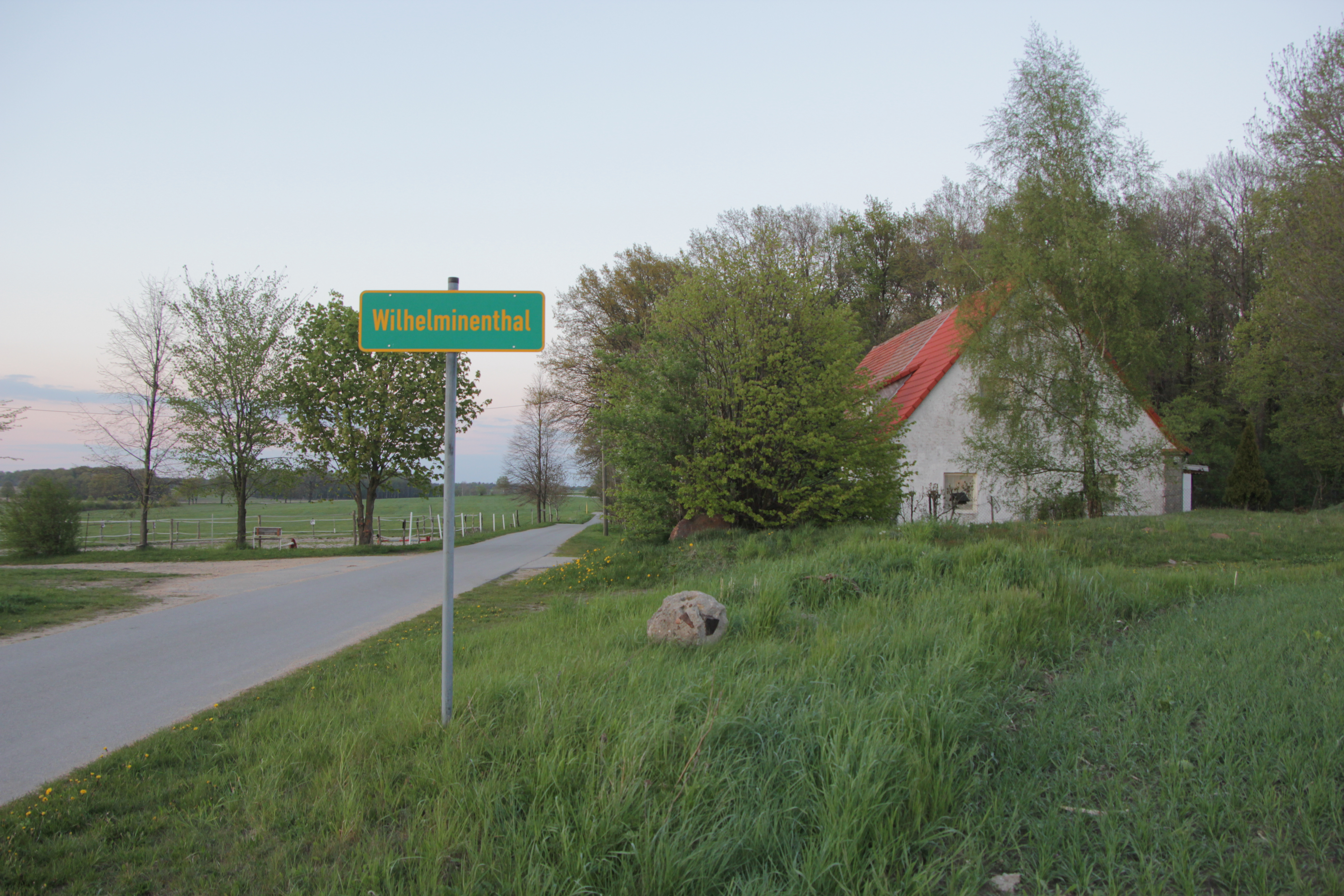
Der südliche Ortseingang von Wilhelminenthal (2015)

Wilhelminenthal ist ein Ortsteil der Stadt Jarmen im Landkreis Vorpommern-Greifswald in Mecklenburg-Vorpommern. Bis zum Zusammenschluss mit Jarmen 2004 war Wilhelminenthal Ortsteil der Gemeinde Plötz. Wilhelminenthal liegt etwa fünf Kilometer südlich von Jarmen und eineinhalb Kilometer nördlich von Plötz. 
Wilhelminenthal wurde erstmals 1825 schriftlich erwähnt und bestand zunächst aus drei Tagelöhnerkaten. Der Gutsbesitzer Wichard Wilhelm von Heyden (1782–1836) soll das Vorwerk nach seiner Frau Wilhelmine von Gloeden (1789–1820) benannt haben. 1862 hatte Wilhelminenthal vier Feuerstellen und 70 Einwohner. 
Von 1897 bis zum Ende des Zweiten Weltkrieges befand sich in Wilhelminenthal eine Haltestelle der Demminer Kleinbahnen Ost. Nachdem die 750-mm-Kleinbahnstrecke von Demmin nach Jarmen abgebaut und als Reparationsleistung in die Sowjetunion transportiert worden war, bestand von 1949 bis 1958 eine 600-mm-Kleinbahnstrecke zwischen Schmarsow und Jarmen. 1943 wurden drei Zweifamilienhäuser als Behelfsheime für in Stettin ausgebombte Menschen errichtet. In den Jahren 1948 und 1949 entstanden sechs Neubauernhäuser. 
Die 1960 in Wilhelminenthal gegründete LPG Typ I wurde 1964 der Plötzer LPG angeschlossen. Im Ort befand sich ein Rinderstall mit zuletzt 120 Milchkühen, der 1988 vom VEG Neu Plötz übernommen wurde. 1996 hatte Wilhelminenthal 39 Einwohner, 1999 waren es 54.